# Brian Johnson (baseball, 1990)
Pour les articles homonymes, voir Brian Johnson (homonymie) et Johnson.
Christopher Brian Johnson (né le 7 décembre 1990 à Lakeland, Floride, États-Unis) est un lanceur gaucher de la Ligue majeure de baseball.

## Carrière
Joueur en 2009 à l'école secondaire de Cocoa Beach, en Floride, Brian Johnson est repêché par les Dodgers de Los Angeles  au 27e tour de sélection. Il repousse cette offre pour joindre les Gators de l'université de Floride. 
Durant sa carrière collégiale, Johnson se distingue autant comme lanceur que comme frappeur. À sa dernière saison en 2012, sa moyenne de points mérités comme lanceur s'élève à 3,90 en 93 manches et il maintient une moyenne au bâton de ,307 avec 41 points produits dans un rôle de frappeur désigné. Il remporte en 2012 le prix John Olerud, qui récompense le meilleur athlète universitaire qui est à la fois lanceur et joueur de position.
Johnson signe son premier contrat professionnel avec les Red Sox de Boston, qui en font leur choix de premier tour et le 31e athlète réclamé au total au repêchage amateur de 2012.
Il débute en 2012 sa carrière professionnelle en ligues mineures. En 2014, il maintient une moyenne de points mérités de 2,13 en 25 matchs joués comme lanceur partant et un total de 143 manches et deux tiers de travail, dont une moyenne de 1,75 en 20 départs et 118 manches lancées à ses débuts au niveau Double-A, où il gagne 10 matchs contre seulement deux défaites pour les Sea Dogs de Portland. Ses performances en 2014 lui valent le prix du lanceur de l'année en ligues mineures parmi les clubs affiliés des Red Sox de Boston. 
Johnson gradue au niveau Triple-A des ligues mineures en 2015. Il fait ses débuts dans le baseball majeur comme lanceur partant pour Boston le 21 juillet 2015 contre les Astros de Houston.